# جوليا مايكلز
جوليا كافاسوس  (ولدت في 13 نوفمبر 1993 في دافنبورت)، ومعروفة باسم جوليا مايكلز (بالإنجليزية: Julia Michaels)‏ ، هي مغنية وكاتبة أغاني أمريكية من دافنبورت، أيوا. بدأت في الأداء الغنائي كمراهقة ثم توجهت نحو كتابة الأغاني لفنانين رفيعين المستوى وعلى الأخص ديمي لوفاتو وفيفث هارموني و هيلي ستاينفيلد وغوين ستيفاني. وقعت جوليا عقدا مع شركة «ربوبليك للتسجيلات» (بالإنجليزية: republic records)‏ وأطلقت في 2017 ألبوم«نظام عصبي»(بالإنجليزية: nervous system)‏ الذي تضمن أولي أغنيتها «مشاكل» (بالإنجليزية: issues)‏. وإحتلت هذه الأخيرة المركز 11 في ترتيب الولايات المتحدة للأغاني بيلبورد هوت 100 إضافة لنيلها لشهادتي بلاتينيوم من رابطة صناعة التسجيلات الأمريكية.

## الإصدارات الموسيقية

### الألبومات المصغرة
- 2017 : ألبوم Nervous System.

## الجوائز والترشيحات

### BillboardMusic Award
| السنة | الجائزة            | الترشيح  | النتيجة | مصدر  |
| ----- | ------------------ | -------- | ------- | ----- |
| 2017  | Top Covered Artist | "Issues" | رُشِّح     | [ 3 ] |

### MTV Video Music Awards
| السنة | الجائزة         | المرشح | النتيجة     | مصدر  |
| ----- | --------------- | ------ | ----------- | ----- |
| 2017  | Best New Artist | هي     | في الانتظار | [ 4 ] |

## جوائز الغرامي
| السنة | الجائزة                     | الترشيح                 | النتيجة | المرجع |
| ----- | --------------------------- | ----------------------- | ------- | ------ |
| 2018  | جائزة غرامي لأغنية العام    | (بالإنجليزية: "Issues")‏ | رُشِّح     | [ 5 ]  |
| 2018  | جائزة غرامي لأفضل فنان جديد | نفسها                   | رُشِّح     | [ 5 ]  |

## جوائز إم تي في الموسيقى الأوروبية
| السنة | الجائزة[بحاجة لمصدر] | الترشيح | النتيجة | المرجع |
| ----- | -------------------- | ------- | ------- | ------ |
| 2017 ‏ | Best New             | نفسها   | رُشِّح     |        |
| 2017 ‏ | Best Push            | نفسها   | رُشِّح     |        |

## روابط خارجية
- جوليا مايكلز على موقع IMDb (الإنجليزية)
- جوليا مايكلز على موقع روتن توميتوز (الإنجليزية)
- جوليا مايكلز على موقع ميوزك برينز (الإنجليزية)
- جوليا مايكلز على موقع أول ميوزيك (الإنجليزية)
- جوليا مايكلز على موقع ديسكوغز (الإنجليزية)
- جوليا مايكلز على موقع قاعدة بيانات الفيلم (الإنجليزية)